# Muriel Gustavo Becker
Muriel Gustavo Becker, meglio noto come Muriel (Novo Hamburgo, 14 febbraio 1987), è un calciatore brasiliano con passaporto tedesco, portiere del Náutico.

## Biografia
È il fratello di Alisson Becker, anch'egli calciatore di ruolo portiere.

## Carriera

### Club
Muriel cresce nel settore giovanile dell'Internacional, dove milita dal 2003 al 2007. Dopo una prima apparizione nella rosa della prima squadra nel 2007-2008 senza scendere in campo, viene ceduto in prestito nel 2009 al Portuguesa, dove gioca 16 partite.
Torna all'Internacional nel 2010 e diventa uno dei portieri più utilizzati della squadra nei successivi sei anni, totalizzando 122 presenze. Nel 2016 passa in prestito al Bahia, dove disputa 22 incontri.
Dopo un breve ritorno all’Internacional nel 2017, si trasferisce in Portogallo al Belenenses, con cui gioca una stagione, per poi proseguire con la squadra derivata Belenenses SAD, sommando complessivamente 49 presenze nel campionato portoghese.
Nel 2019 torna in Brasile firmando per il Fluminense, con cui gioca per tre stagioni. Nel 2022 si trasferisce all’AEL Limassol a Cipro, e nel 2024 torna in patria prima al Vitória e successivamente al Náutico, con cui inizia la stagione 2025.

### Nazionale
Nel 2007 Muriel ha fatto parte della nazionale brasiliana Under-20, con cui ha collezionato 3 presenze, partecipando anche al Sudamericano Sub-20 2007 disputato in Paraguay.

## Palmarès

### Club

#### Competizioni internazionali
- Coppa Libertadores: 1

Internacional: 2010
- Recopa Sudamericana: 1

Internacional: 2011

#### Competizioni statali
- Campionato Gaúcho: 2

Internacional: 2011, 2012
- Taca Rio: 1

Fluminense: 2020
- Campionato Baiano: 1

Vitória: 2024

### Nazionale
- Campionato sudamericano Under-20: 1

2007